# Belváros (Budapest)
A Belváros Budapest központi városrésze az V. kerületben, annak déli részén: az évszázadokon át kialakult és a 19. század elejéig városfallal körülvett ősi pesti városmaggal egyezik meg.
Tágabb értelemben szintén belvárosként hivatkoznak (kis kezdőbetűvel írva) a Nagykörút által körülvett területre, mivel a VI. és VII. kerület ezen része is inkább belvárosi jellegű (kulturális és szórakozási lehetőségek, vásárlás, bankok stb.)
Budapest egyesítésétől Nagy-Budapest létrejöttéig a Belváros önálló kerület volt Budapest IV. kerületeként, ez azonban 1950-ben megszűnt, területét az V. kerületbe olvasztották, sorszámát pedig az akkor Budapesthez csatolt Újpest valamint a Rákospalotától átcsatolt Istvántelek és Káposztásmegyer kapta meg.

## Fekvése

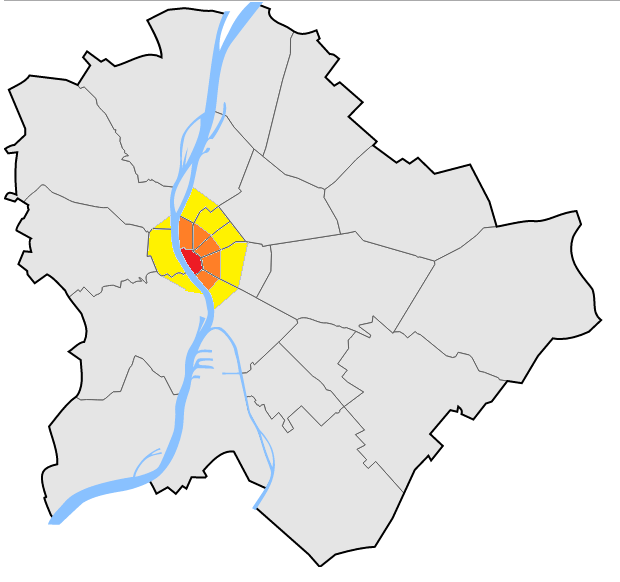
piros: a Belváros mint hivatalos városrész (nagybetűvel)
narancs: a köznyelv által belvárosnak nevezett terület (kisbetűvel)
sárga: az előbbinél is tágabban értelmezve a belváros fogalmát

A Belváros határai a Vigadó tér déli oldalától a Deák Ferenc utca, Deák Ferenc tér déli oldala, a Károly körút, Múzeum körút, Vámház körút, azaz a Kiskörút a Dunáig, végül pedig a Duna a Vigadó tér déli oldaláig. A tágabb értelmezés szerint vett belváros a VI. és a VII. kerület egy részét is magába foglalja a Nagykörútig. Az ennél is tágabban értelmezett belváros alatt értendő az V., VI. és VII. kerület mellett a VIII., IX., a XIII. valamint a budai I., II. és XI. kerületek egy része is.

## Története
Valaha a Contra-Aquincum nevű római erőd állt itt, a mai Március 15. tér helyén. A középkorban kialakult a pesti városmag, amely nem önálló városként, hanem Buda külvárosaként fejlődött virágzó iparos- és kereskedővárossá. Területét Zsigmond király uralkodása idején hajóhíddal kötötték össze Budával. A település 1468-ban Mátyás királytól kapott szabad királyi város jogot. Ebben az időben épült ki a települést övező városfal a mai Deák Ferenc utca–Károly körút–Múzeum körút-Kálvin tér-Vámház körút vonalában (maradványai ma is láthatók a Kálvin tér és a Kiskörút egyes házainak falaiban). A városból kivezető utakat kapuk őrizték: a Váci kapu, a Hatvani kapu (a mai Astoria Szállónál), a Kecskeméti kapu (a mai Kálvin tér–Kecskeméti utca sarkánál), a Belgrádi kapu (feltehetően azon a területen, ahol ma a Váci utca a Fővám térbe torkollik), a Duna kapu a mai Régi posta utca vonalában és a Vízi kapu ott, ahol ma a Sörház utca kifut a Duna-partra.
A török hódoltság alatt megállt a város fejlődése, erre az időre csak a Belvárosi plébániatemplomban látható mihrábfülke emlékeztet.
A török megszállás után újjáéledő Pest fejlődését a 18. század végén már gátolták a középkori városfalak, így megkezdődött azok bontása, ám nyomai fellelhetők a mai Kiskörút belső oldalán lévő háztömbök közepén, és a középkori útvonalak nyomát ma is őrzi a Belváros utcaszerkezete.

## Galéria

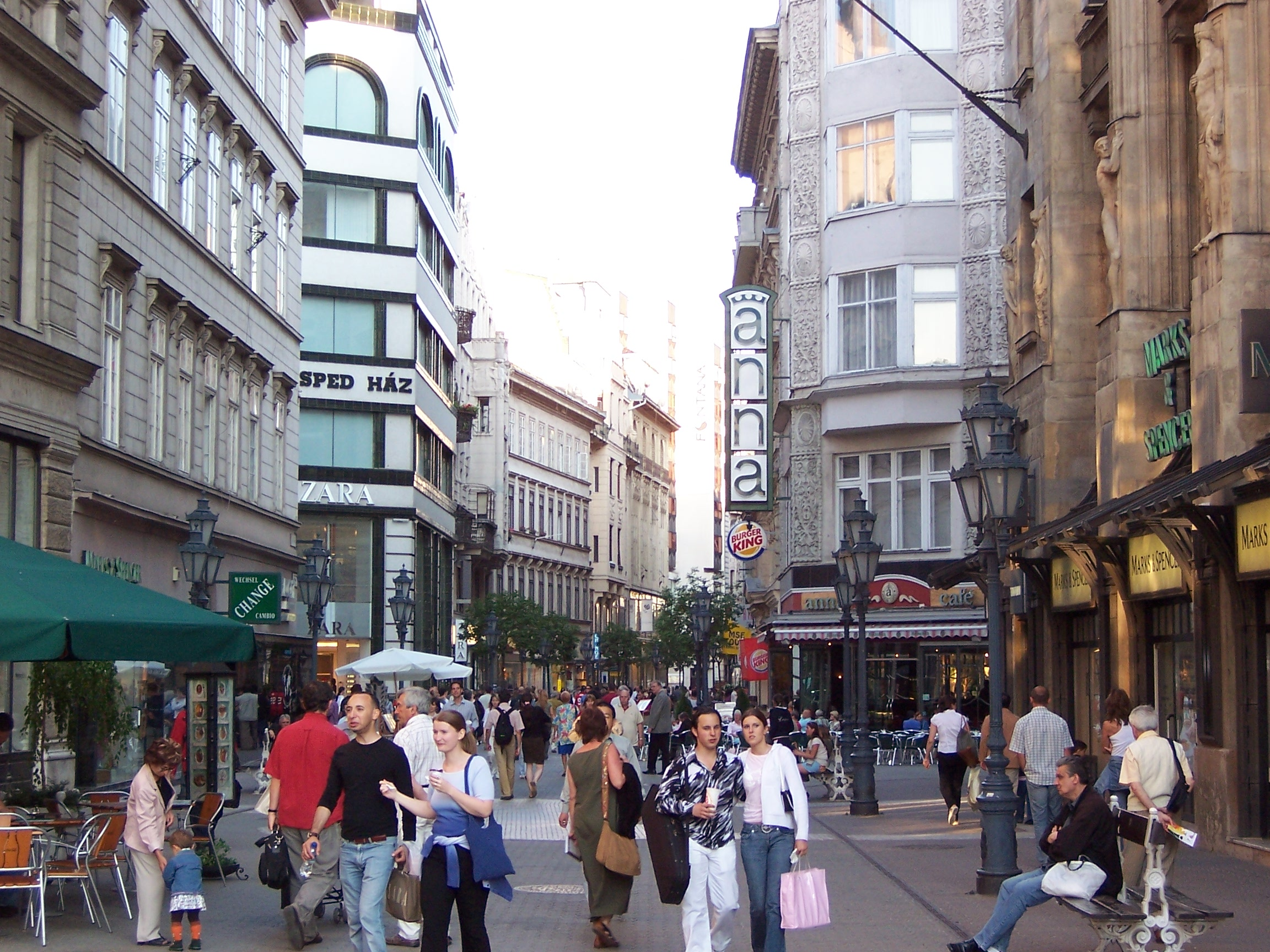
A Váci utca
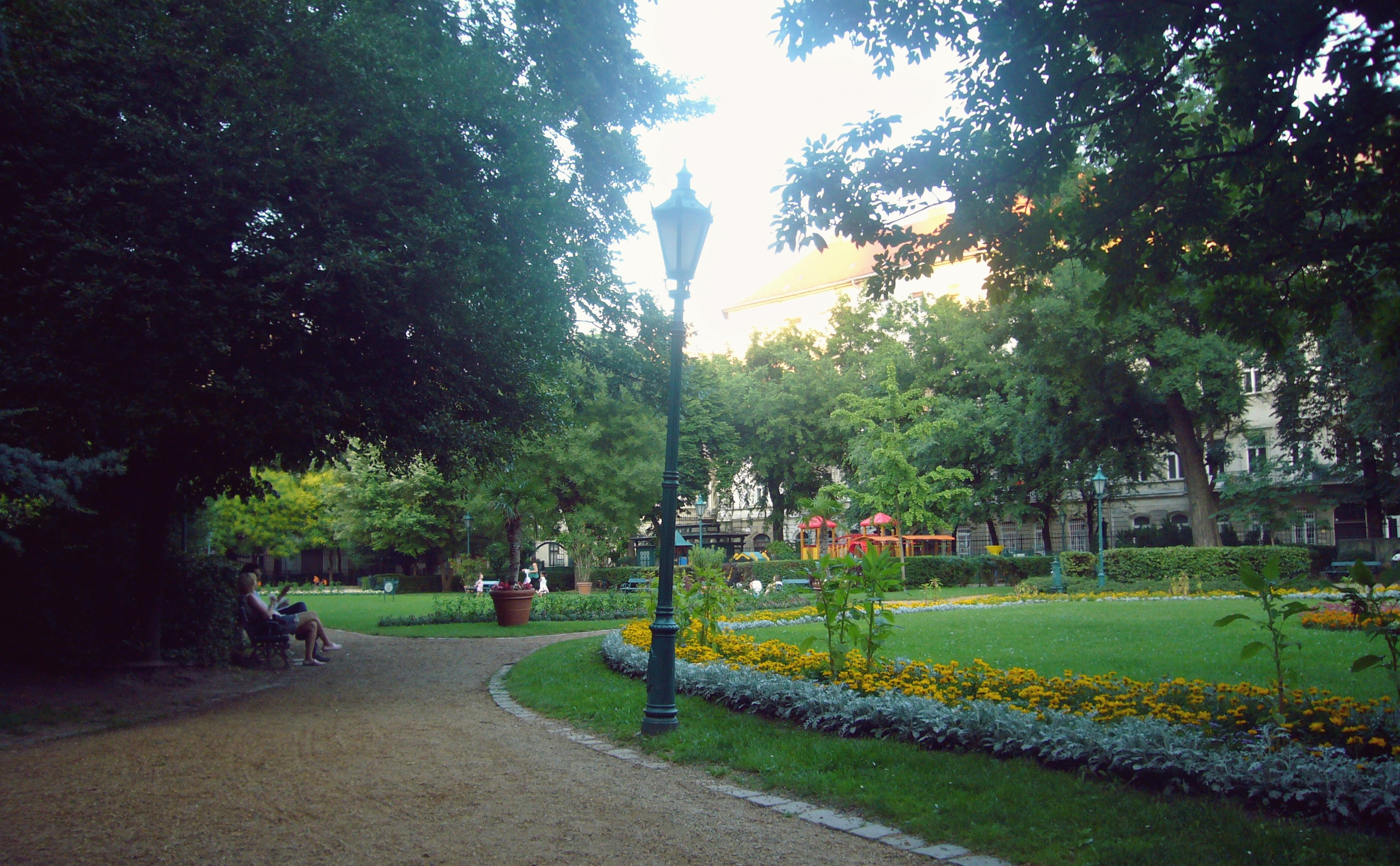
A főváros legrégebbi közparkja, a Károlyi-kert
Duna sor - 1930 k.

## Panoramaképek, 2018

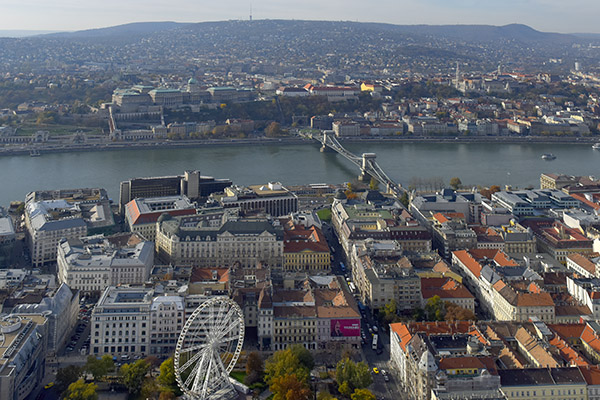
Budapest látképe a magasból
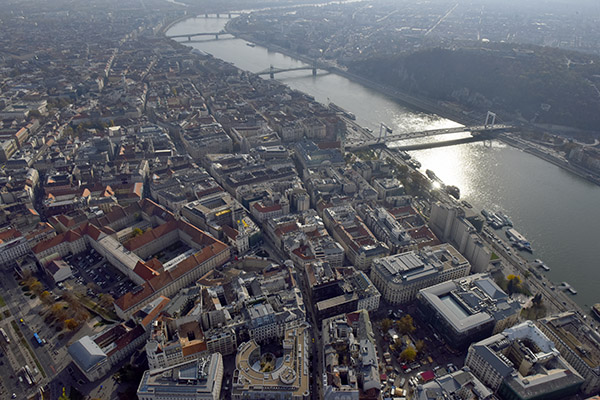
Budapest látképe hidakkal légi felvételen
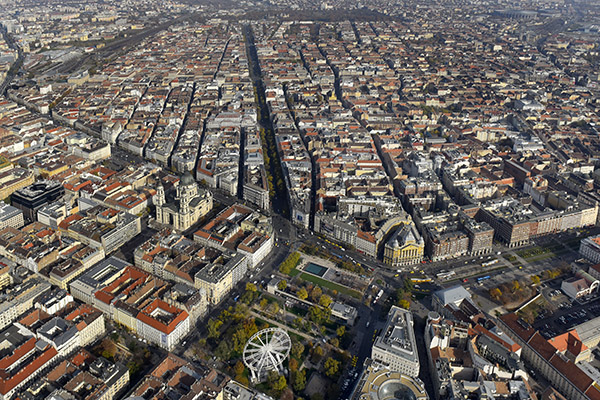
Budapest városképe légi fotón
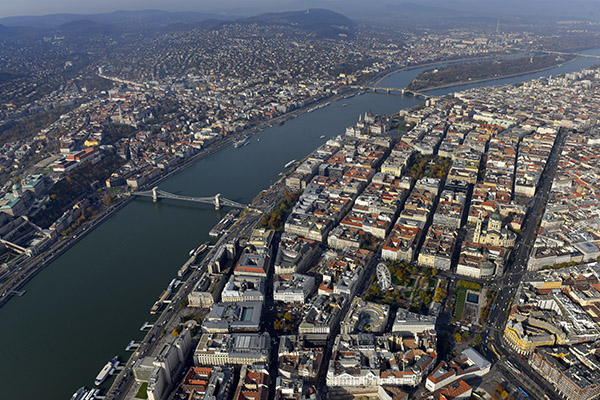
Budapest és a Duna madártávlatból
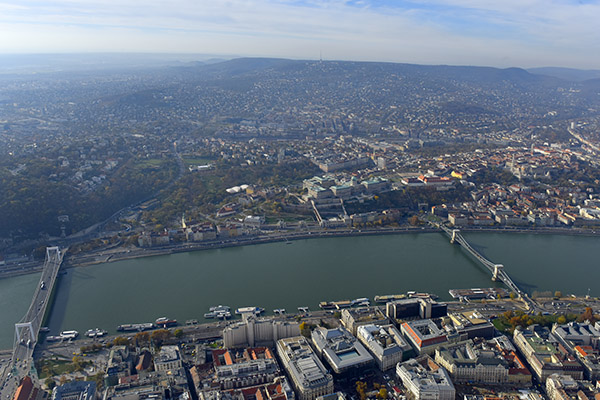
Budapest a levegőből